# バラッド

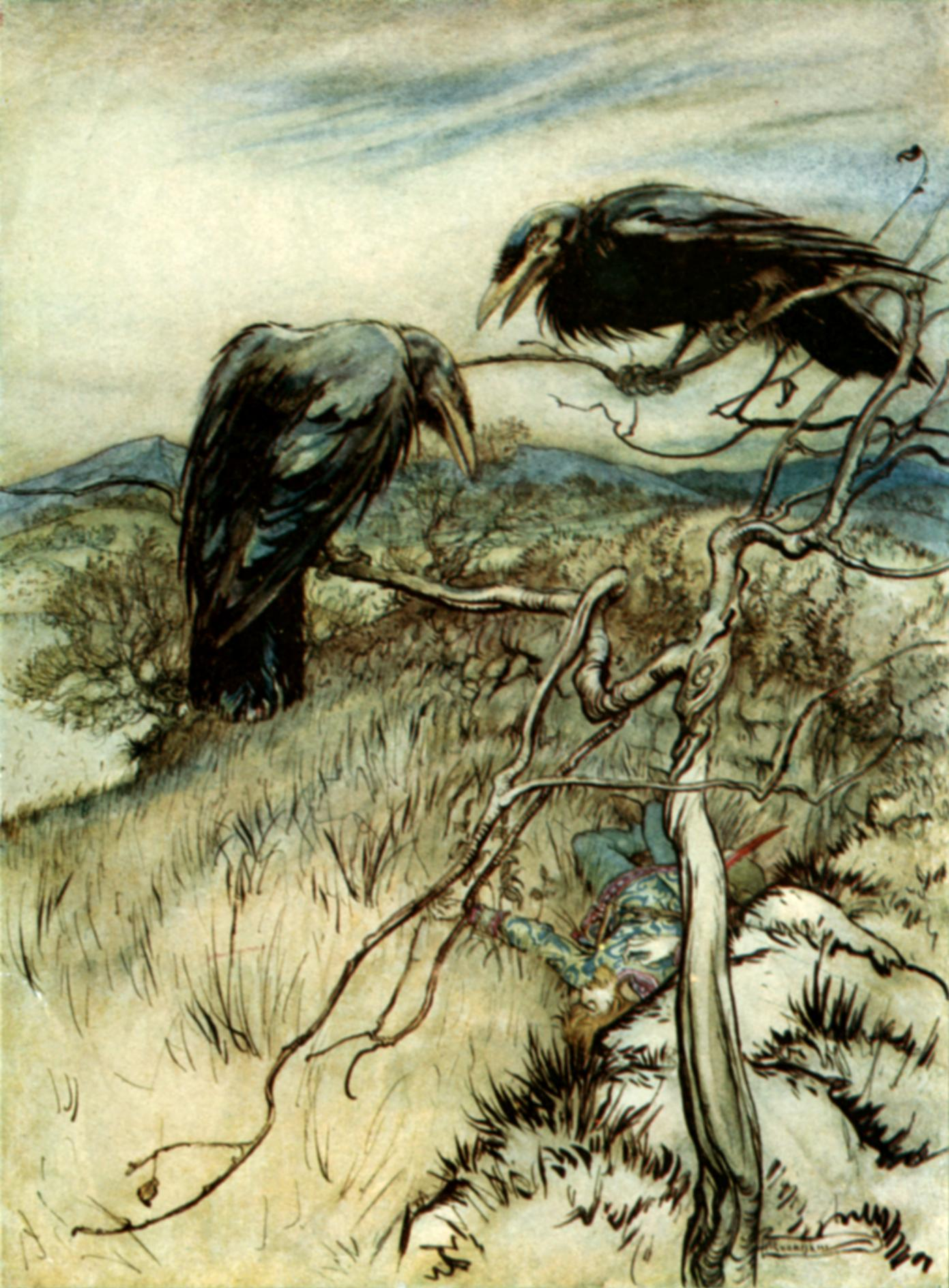
バラッド「2羽のカラス」（アーサー・ラッカム のイラスト）

バラッド（英: ballad）は、イギリスなどで伝承されてきた物語や寓意のある歌のことであり、通常は詩の語りや、語るような曲調を含む。過去の出来事についての韻文による歴史物語であり、武勇伝やロマンス・社会諷刺・政治がテーマとなるが、バラッドの内容はほとんど必然的に破局が訪れる。
フランス語のバラード（仏: ballade）に相当する語である。この項目におけるバラッド以外としてのバラッド、バラード（フランスの詩やクラシック音楽、ポピュラー音楽でのジャンル）についてはバラードを参照。

## 特徴など
バラッドには、以下のようないくつかの特徴がある。
- 物語が詠み込まれている。物語の語り手として、第三者が登場する（主人公の独白ということもある）。
- 登場人物の性格や独白よりも、動作や会話が強調される。
- イングランドおよびスコットランドの伝統的なバラッドは典型的には四行連から構成され、韻律はイアンボスで奇数行は四歩格、偶数行は三歩格になる[1]。2行めと4行めで脚韻を踏み、奇数行は押韻しないことが多い(ABCB)[2]。
- 構文も単純である。
- 反復句（リピート、リフレイン）が使われ、民謡や伝統音楽に近い。
- 歌われる旋律は調的というより旋法的である。
- 基本的に口承文化である。そのため、作者不詳であり、時代ごとや伝播した地域ごとに、寓話の内容や旋律に違いが生じる。
- テーマは、口頭によっては示されない。
- 識字率の低い民衆にニュースを伝える役割を持っており[3]、事実や史実に基づく例も少なくない。
- 詩の結びに、倫理的なオチがつくことがある。

バラッドには、以下のような種類がある。
- ブロードサイド・バラッド：かわら版と同じ判型に出版されて流行したバラッドのこと。17世紀イングランドに源流があり、アメリカ民謡の祖型になったと見なされている。トマス・レイヴンズクロフトが作曲・編集した曲集が有名。
  - 人殺しのバラッド（マーダー・バラッド）:ブロードサイド・バラッドのうち、殺人者がおのが罪をひとりごちるという体裁をとったもの。最後に主人公が収監されたり、処刑されておしまいになる[4]。
- 境界地方のバラッド（ボーダー・バラッド）:民謡に由来するバラッドの1つで、イングランドとスコットランドの国境地方に伝わる。略奪者やならず者、国境地方の歴史が題材になる。
- 文学的バラッド：ロマン主義の時代に民謡や民族という概念が再発見される中から成立した物語詩。ゲーテの魔王等の例がある。このような詩にシューベルトやレーヴェが作曲した歌曲が"ballade"（バラード、バラーデ）と呼ばれ、ここから影響を受けたショパンやブラームスらによる器楽曲の「バラード」は、語るような抑揚をもつ曲調や、並列的な楽曲構成において、バラッドの構成が意識されている。ワーグナーの《さまよえるオランダ人》における「ゼンタのバラード」やヴェルディの《オテロ》における「デズデモナの古い歌」の歌詞も、文学的バラッドの一種である。
- バラッド・オペラ：大衆的な諷刺詩に民謡を当てはめ、ことさら卑近な題材を扱い、当時の社交界におけるオペラの隆盛を茶化したもの(17～18世紀のオペラは、古代の神話や悲劇に曲付けするのが普通で、そうでないものは幕間劇と呼ばれた)。この分野の代表作に《乞食オペラ》が挙げられる。20世紀にブレヒトによって（《三文オペラ》を端緒として）再創造され、ワーグナーの楽劇への当てこすりとされた。

バラッドに由来する有名な英語圏の民謡に、以下のものがある。
- スカボロー・フェア
- バーバラ・アレン
- シェナンドー
- 三羽のカラス
- The Ballad of Chevy Chase
- 歌詞がロビンフッドに関係するもの
- 朝日のあたる家（1930年代～40年代に民俗音楽学者によって再発見されて有名になった）

イーグルスのヒット曲「ホテル・カリフォルニア」の歌詞は、バラッドの体裁をとっている。レッド・ツェッペリンの 天国への階段など、英国のロックバンドの曲には、バラッドの伝統を踏まえたと思われるものが多く見られる。ジェネシスやキング・クリムゾンなどにもその影響が見て取れる。